# Platyneuromus soror
Platyneuromus soror is een insect uit de familie Corydalidae, die tot de orde grootvleugeligen (Megaloptera) behoort. De soort komt voor in het oosten en zuiden van Mexico, Costa Rica en Panama. Het lectotype van de soort wordt bewaard in het Museum für Naturkunde in Berlijn.